# Oberägeri
Oberägeri, o des del 1798 també conegut com a Ägeri, és un municipi del cantó de Zug (Suïssa).

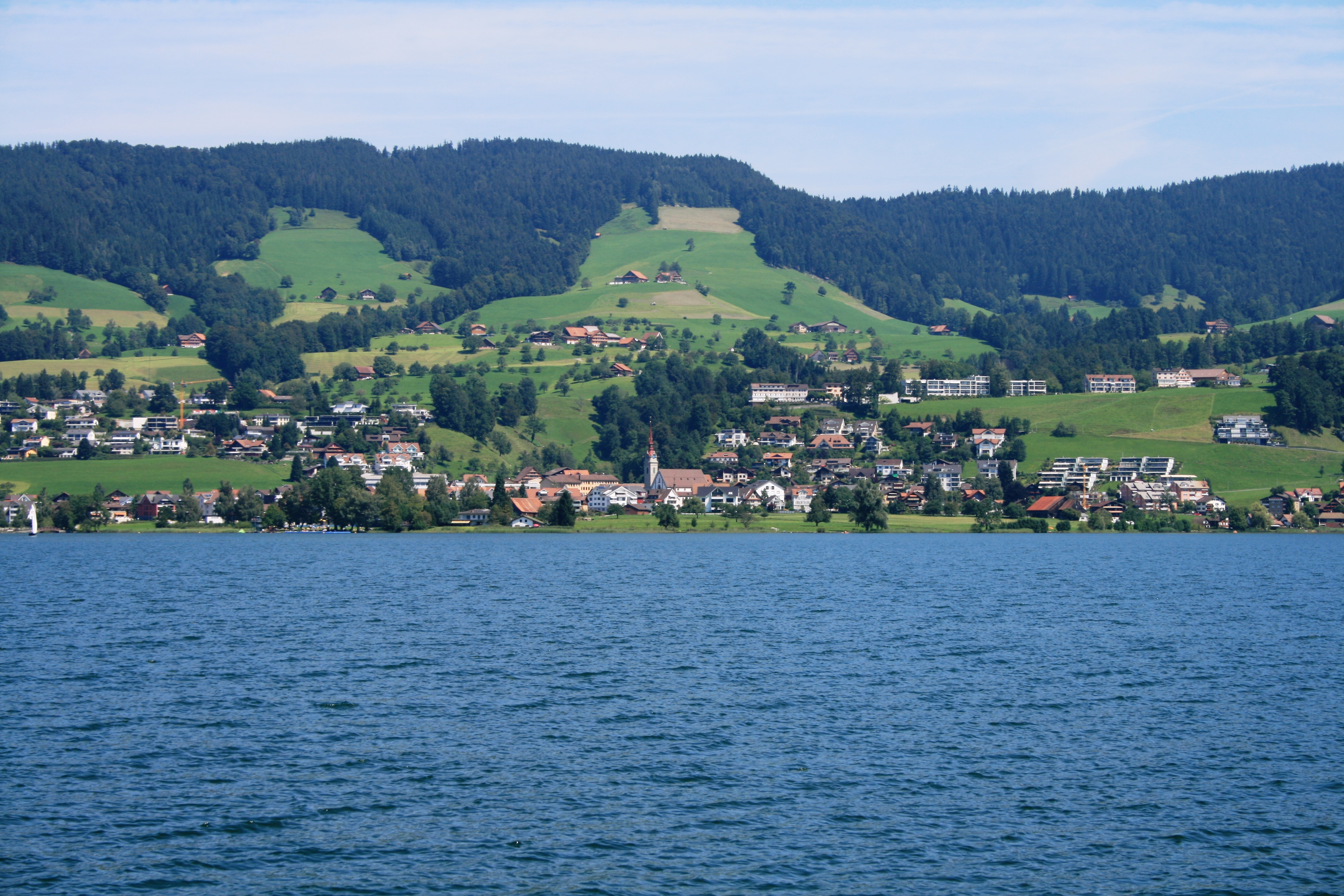
Oberägeri vista des del llac d'Ägeri.